# 奥黛丽·赫本
奥黛丽·凱瑟琳·夏萍-路斯頓（1929年5月4日—1993年1月20日），英國女演員，出生於比利時布魯塞爾，曾擔任聯合國兒童基金會親善大使。
清新脫俗又氣質優雅的奧黛麗·赫本以1951年百老匯舞台劇《金粉世界》的女主角打開知名度。1953年因《羅馬假期》榮獲第26屆奧斯卡最佳女主角獎、第11屆金球奖剧情类电影最佳女主角及第8屆英國電影學院獎最佳女主角。同年因舞台劇《美人魚》獲得第8屆東尼獎最佳戲劇類女主角。
1994年因專輯《奧黛麗赫本的魔法故事》獲得葛萊美獎最佳兒童誦讀專輯。
奧黛麗·赫本活躍於1950和1960年代的美國影壇，最具代表性的作品有《羅馬假期》、《第凡內早餐》和《窈窕淑女》等。她是美國演藝圈大滿貫四大獎：奧斯卡金像獎、艾美獎、葛萊美獎及東尼獎得主。
奧黛麗·赫本晚年淡出影壇投身公益，1988年至1993年期間擔任聯合國兒童基金會親善大使，她曾經出訪埃塞俄比亞、厄瓜多爾等許多國家探訪貧困兒童，致力爭取兒童權利。她於1992年12月獲得美國總統自由勳章。1993年1月20日奧黛麗·赫本因闌尾癌在瑞士家中病逝，享壽63歲。
1999年，奧黛麗·赫本被美國電影學會選為百年來最偉大的女演員第3名。

## 家庭背景
- 祖父：范·海姆斯特拉男爵（Aarnoud Jan Anne Aleid, Baron van Heemstra），曾任荷蘭駐荷屬圭亞那（今蘇里南）總督。
- 祖母：凱瑟琳·（Kathleen Hepburn），奥黛丽·赫本的父亲不久将其的姓氏加到了自己的姓氏中，奥黛丽·赫本的姓氏也随之改为赫本-路斯頓[5]。
- 父親：约瑟夫·維克多·安东尼·赫本-路斯頓（Joseph Victor Anthony Hepburn-Ruston），英國銀行家，经常往来于比利時，英国和荷兰三地，偶尔才回家团聚。
- 母親：艾拉·凡·辛斯特拉（Ella van Heemstra），荷蘭貴族後裔，襲有女男爵封號，家族譜系甚至可以追溯到英王愛德華三世。

## 早年

### 出生
奧黛麗·赫本出生於比利時布魯塞爾，本名奧黛麗·凱瑟琳·赫本-路斯頓（Audrey Kathleen Hepburn-Ruston）。奧黛麗·赫本的父親约瑟夫·維克多·安东尼·路斯頓（Joseph Victor Anthony Ruston）生於奧地利控波希米亞Auschitz村，是有4分之3奧地利血統的英國銀行家，母親艾拉·凡·辛斯特拉（Ella van Heemstra）是荷蘭男爵、蘇里南（荷蘭在南美殖民地）總督之女，襲有女男爵的封號，家族譜系甚至可以追溯到英王愛德華三世。她的父亲不久将其祖母凱瑟琳·赫本（Kathleen Hepburn）的姓氏加到了自己的姓氏中，于是奥黛丽·赫本的姓氏也随之被改为了赫本-路斯頓。她母亲的第一段婚姻是嫁给了一位荷兰贵族容克·亨德里克·古斯塔夫·阿道夫·夸勒斯·范·乌佛德（Jonkheer Hendrik Gustaaf Adolf Quarles van Ufford），并且生下了两名与奥黛丽·赫本同母异父的兄弟容克·阿诺德·罗伯特·亚历山大“阿历克斯”夸勒斯·范·乌佛德（Jonkheer Arnoud Robert Alexander "Alex" Quarles van Uffor）（1920年-1979年）和容克·伊万·埃德加·布鲁斯·夸勒斯·范·乌佛德（Jonkheer Ian Edgar Bruce Quarles van Ufford）（1924年-2010年 ）。
尽管奥黛丽·赫本出生于布鲁塞尔，但她仍然拥有英国国籍。由于她的父亲要经常往来于比利時，英国和荷兰三地，他只有偶尔才回家团聚。

### 童年
奧黛麗·赫本六歲於英國入学，在1935年至1938年间，就讀於一所位於英國肯特郡埃尔海姆乡的寄宿學校“密斯利登学校”（Miss Rigden's School）。她的父親信仰法西斯主義，与奥黛丽·赫本的母親離婚後離開了家庭（1935年）。之後赫本離開英國跟隨母親一起回到荷蘭的娘家，1939年到1945年就读于安恆音樂學院（Arnhem Conservatory），在最后几年，她开始上芭蕾舞课，并在Winja Marova的指导下继续在阿纳姆接受培训，成为她的“明星学生”。第二次世界大戰爆發，中立的荷蘭被納粹佔領。為了避免她原本非常英國味道的名字招惹麻煩，母親（ Ella van Heemstra）让赫本用自己的荷蘭姓“辛斯特拉”（Edda van Heemstra），而名字Edda與母亲的Ella在字母上只是一筆之差，但是這个名字從未正式登記過。纳粹佔領安恆期間，赫本的舅舅因为参加荷兰抵抗组织的活动而被處決，赫本則离开阿纳姆，与祖父阿诺德·范·海姆斯特拉男爵一起生活在附近的Velp。大约在那时，赫本做了无声舞蹈表演，目的是为荷兰抵抗运动筹集资金。作者罗伯特·马岑（Robert Matzen）于2019年写的一本书提供了证据，表明她通过举行“地下音乐会”筹集资金，运送地下报纸，并向隐藏在Velp以北林地的被击落的盟军传单收集消息和食物，从而支持了抵抗运动。她还自愿在Velp抵抗活动中心的一家医院做志愿者，她的家人在阿纳姆战役期间暂时将伞兵藏在家里。她还目睹了荷兰犹太人被运送到集中营的情况，后来她说：“我不止一次在车站看到被运送的犹太人的列车，看到所有这些面孔都在车上方。我非常清楚地记得，一个小男孩和他的父母站在月台上，非常苍白，非常金发，穿着一件对他来说太大的外套，他上了火车。我还是一个孩子，正在观察一个孩子。”

## 電影演員生涯

### 成名
战争在1945年结束后，赫本与母亲一起搬到阿姆斯特丹，在那里她开始在荷兰芭蕾舞团的领头人物索尼亚·加斯凯尔（Sonia Gaskell）和俄国老师奥尔加·塔拉索娃（Olga Tarasova）的指导下进行芭蕾舞训练。1948年进入著名的瑪莉·藍伯特芭蕾舞學校（Marie Rambert`s）学校学习芭蕾舞，期間曾經因為沒錢繳交學費而返回荷蘭，並在荷蘭電影中飾演跑龍套角色。經過數月訓練後，赫本被告知她不適合當芭蕾舞者。為了面對家庭的經濟壓力，她轉而兼職模特兒，並且參與歌舞團的演出；這年赫本擊敗了多數應徵者，成為音樂劇《高跟鞋》（High Button Shoes ）的合唱團員。由於表現突出，她正式參與了另一部音樂劇《韃靼醬》（Sauce Tartare）的演出。
1948年，赫本成為電影演員，首次於荷蘭電影《荷兰七课》露臉，並且在一些電影中演出較次要的角色。之後她在电影《雙姝豔》裡施展舞技，同時接演另一部電影《蒙地卡羅寶寶》（Monte Carlo Baby）。為了拍攝後者，奧黛麗到法國拍攝外景，期間意外被法国著名作家科萊特看中成為其音樂劇《金粉世界》（Gigi）的女主角，進而開啟她到美國發展的機緣。奥黛丽一直说是科萊特发现了她，引导她走上了演艺道路；同時，她还被《雙姝豔》导演推荐给威廉·惠勒，参加了其新電影《羅馬假期》的試鏡，获得非常好的赞誉，从而得到这部电影的女主角角色。

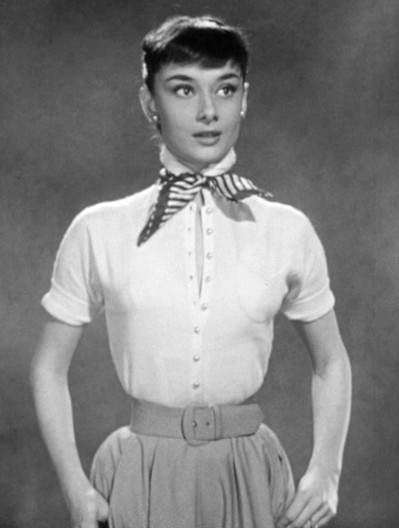
奧黛麗·赫本參加電影《羅馬假期》（1953）的面試

1952年，奧黛麗·赫本到美國正式參與舞台劇《GIGI》的演出。但為趕拍《羅馬假期》，她在《金粉世界》裡的演出被迫在巡迴演出八個月後結束。這年因无法兼顾事业与婚姻，她取消與未婚夫詹姆士·漢森（James Hanson）的婚約，但兩人日後仍保持良好的友誼。
1953年，她与好莱坞著名影星一起主演的电影《羅馬假期》正式上映。由於成功刻畫劇情，這部片在世界各地掀起風潮：其中赫本在片中表現出公主的高雅氣息，以及剪成赫本頭表現出的天真無邪，使她成功贏得多數人的贊賞。许多报纸評論稱讚奧黛麗·赫本说：“一位新嘉寶誕生了！”。1954年3月25日，奧黛麗·赫本榮獲奥斯卡最佳女主角奖，三天後，因為在《美人魚》中的精彩表演再榮獲東妮獎的殊榮。
1954年，她與、威廉·荷頓一同演出比利·懷德拍攝的愛情片《龍鳳配》。由於《美人魚》的演出加上抽菸過量，奧黛麗·赫本在醫生的建議下到瑞士休養，不久接受一同參與《美人魚》演出的演員梅爾·法利爾（Mel Ferrer）的求婚，兩人於1954年9月24日步上紅毯。

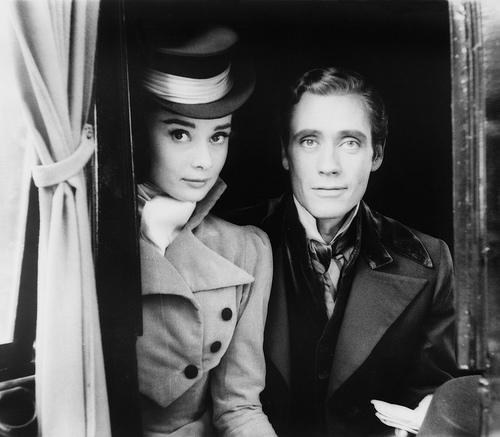
奧黛麗·赫本與梅爾·法利爾在《戰爭與和平》中的鏡頭

1955年，她再度獲得奥斯卡最佳女主角奖提名，可惜沒有獲獎，同年因為意外首度流產。之後幾年，她主演的《戰爭與和平》、《甜姐兒》、《黃昏之戀》等電影都獲得不錯的評價，聲勢扶搖直上。但丈夫梅爾的演藝事業卻遭遇挫折，逐漸轉移到幕後工作。
1959年，奧黛麗·赫本以《修女傳》第三度獲得奥斯卡最佳女主角奖提名，同年因懷孕，為預防半年前的流產再度發生，她推掉包括等電影的合約，直到誕下第一個兒子肖恩·赫本·法利爾（Sean Hepburn Ferrer）後才同意主演。

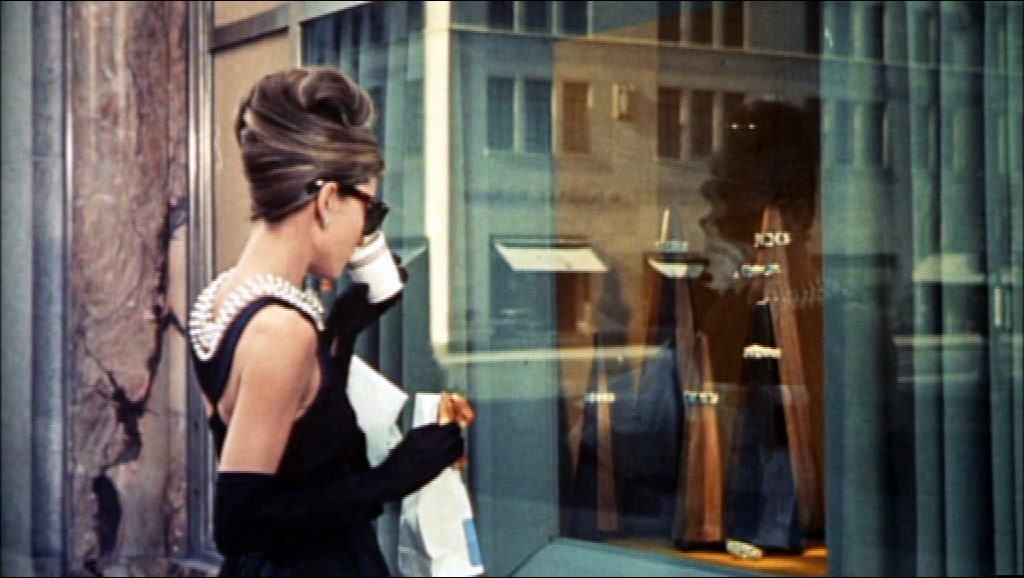
奧黛麗·赫本在《第凡內早餐》（1961）的片頭，圖中穿上由纪梵希為她設計的經典黑色連衣裙

奧黛麗·赫本的朋友，著名英国小说家阿契鲍尔德·约瑟夫·克罗宁（A.J. Cronin）是肖恩的教父。奥黛丽·赫本多年来各式礼服的提供商于貝爾·德·紀梵希为她设计了《第凡內早餐》中经典的黑色连衣裙。

### 轉型

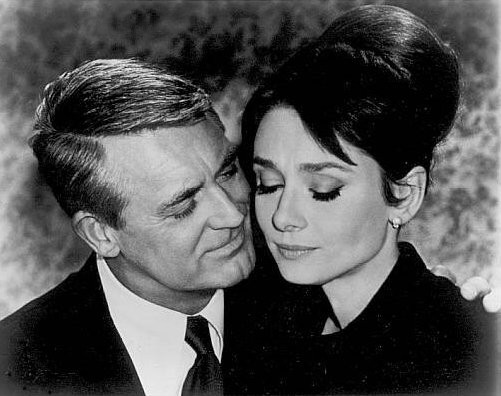
奥黛丽·赫本与加里·格兰特在电影《谜中谜》中的镜头

雖然的小说原作者原屬意瑪麗蓮·夢露飾演女主角赫莉·葛萊麗（Holly Golightly），拍攝過程奧黛麗·赫本也一度為了主題曲是否採用亨利·曼西尼與強尼·莫瑟的月河而與電影公司發生衝突，但事後證明她的演出與堅持是正確的：它獲得兩項1961年奧斯卡金像獎的音樂性獎項，奧黛麗·赫本第四度獲得最佳女主角的提名。這部電影使她的演藝生涯再創高峰，但她開始挑戰更有演技難度的作品。
同年年底，奧黛麗·赫本接下《雙姝怨》的演出，但評價平平；之後在《謎中謎》（Charade）中挑戰懸疑片的角色。这部影片取得了很好的票房。但她最成功的作品還是1964年主演的《窈窕淑女》：這部改編自同名音樂劇的歌舞片獲得八項1964年奥斯卡金像奖的獎項，包括最佳影片和最佳導演。但主演赫本卻因為由別人幕後代唱的關係而無法獲得提名。1967年的《盲女驚魂記》讓她第五度獲奧斯卡最佳女主角獎提名。

## 聯合國兒童親善大使

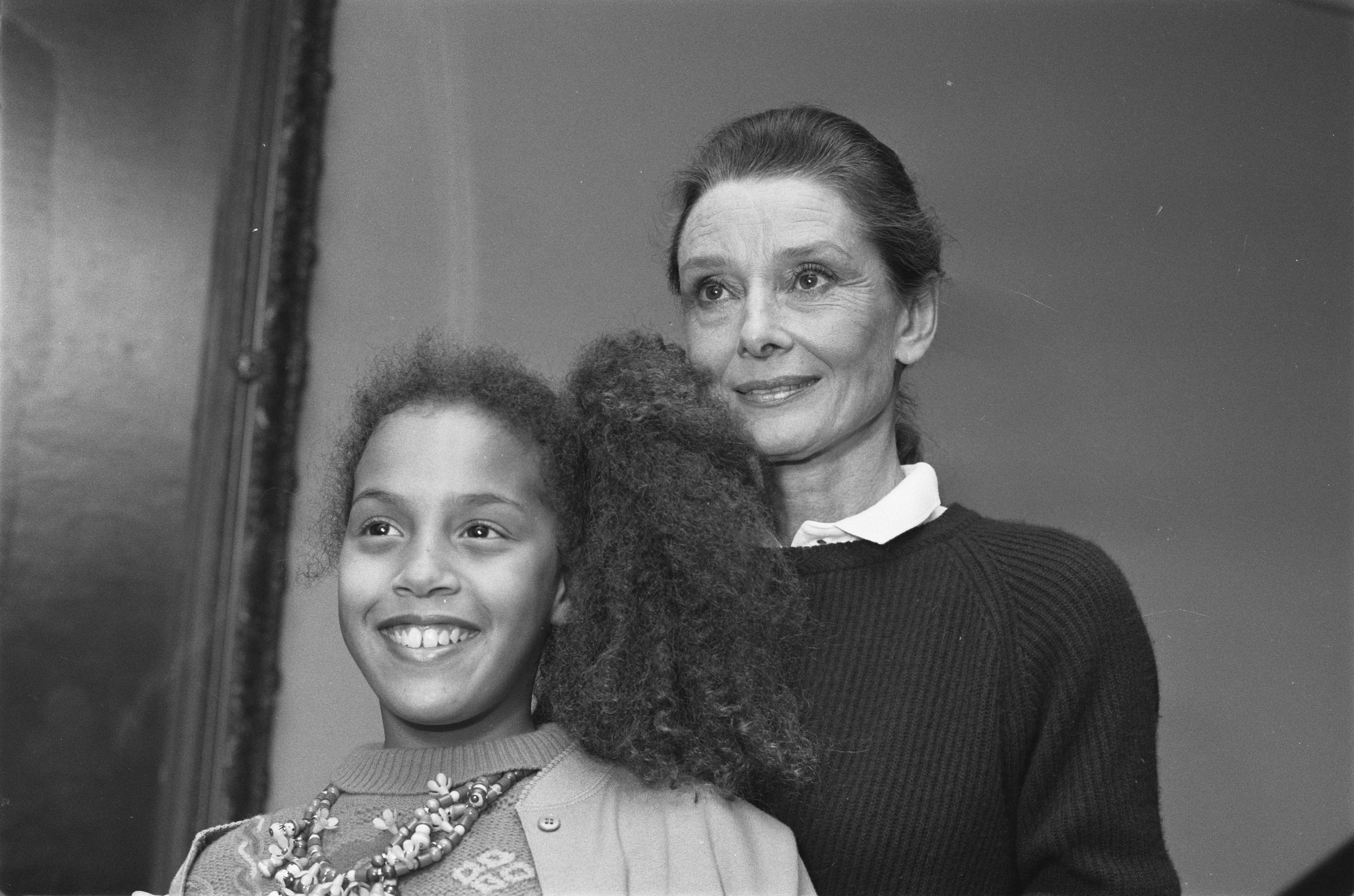
1989年，柯德莉·夏萍獲得聯合國兒童基金會國際丹尼·凱兒童獎

1988年至1993年间，奥黛丽·赫本成为联合国儿童基金会的亲善大使，帮助拉丁美洲和非洲的孩子们，亲赴不少国家和地区，为孩子们呐喊、呼吁和募捐。为表彰她为全世界不幸儿童所做出的努力，美国电影艺术和科学学院将1988年奥斯卡人道奖頒授予她。

## 晚年

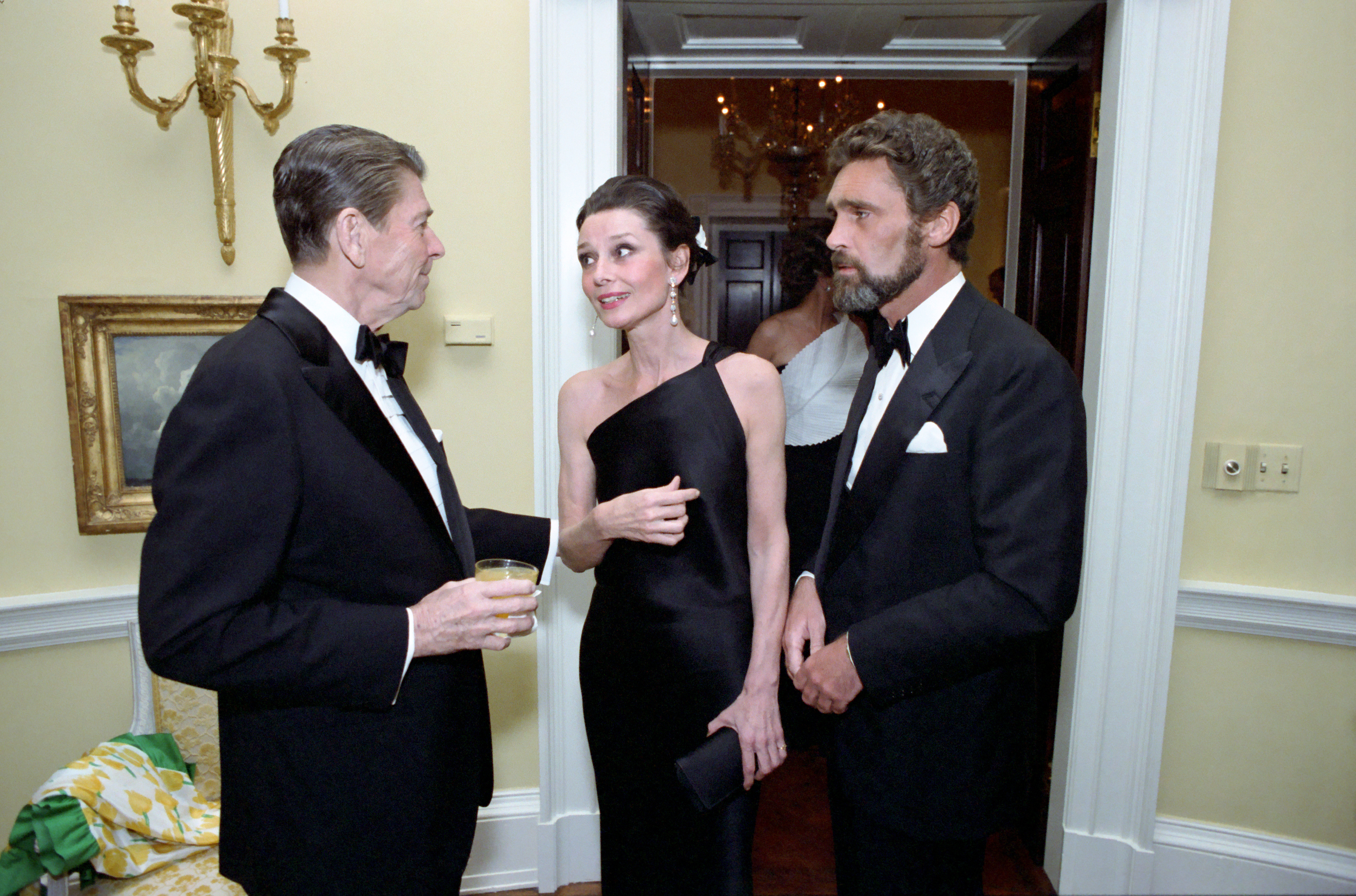
1981年和時任美國總統雷根（左）以及罗伯特·沃德斯（右）在一起。

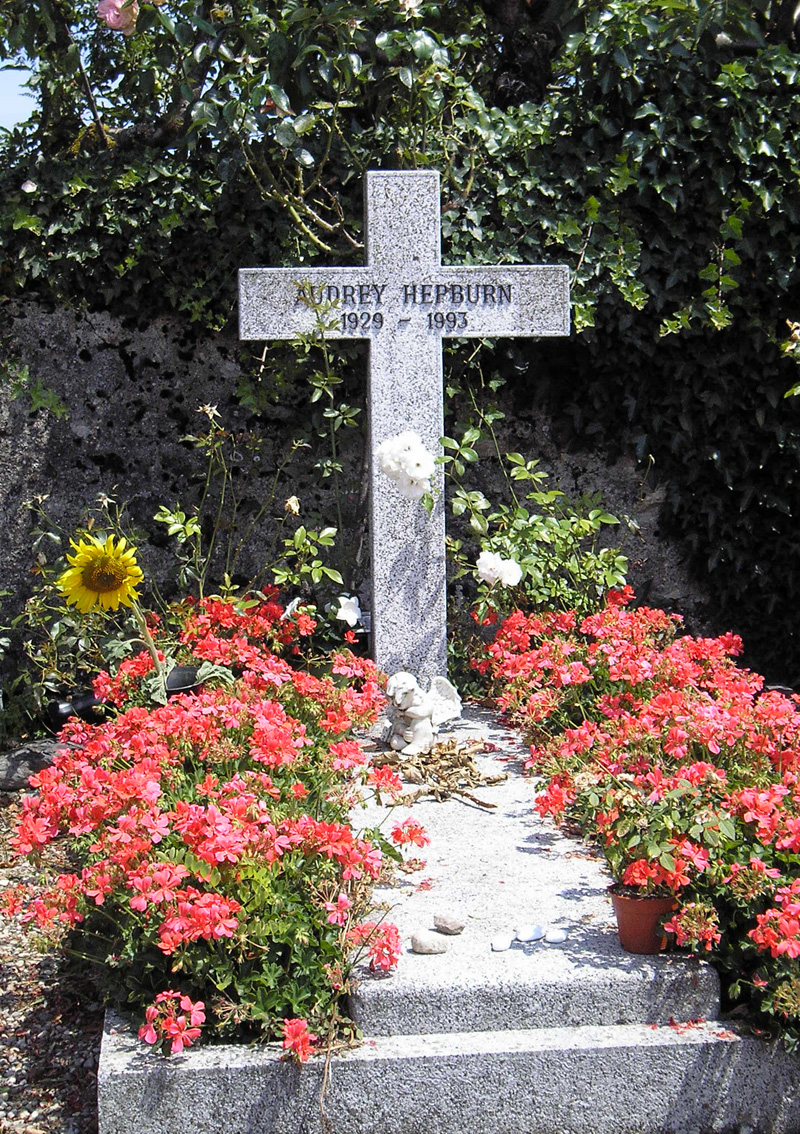
位於瑞士特洛什納的墓。

1980年冬天，奥黛丽·赫本遇见了罗伯特·沃德斯，这个后来被她称为“心靈伴侣”的男人影响了赫本原已经出现危机的婚姻。在赫本与安德烈·多蒂离婚后，两人最后成为永久的人生伴侣。
1989年，奧黛麗·赫本應導演斯蒂芬·斯皮尔伯格之邀，在電影《直到永远》中客串飾演天使一角，這也是她演藝生涯中演出的最后一部电影。
1993年，诺贝尔和平奖得主獲悉奥黛丽·赫本病危的消息时，命所有的修女彻夜为奥黛丽赫本祷告祈使她能夠奇迹般地康復，祷告传遍世界各地。1993年1月20日，奧黛麗·赫本於瑞士特洛什纳（Tolochenaz）的住所，因為罕見闌尾神經內分泌惡性腫瘤病逝，享壽63歲。

## 廣告
由赫本「主演」的瑪氏食品Galaxy巧克力電視廣告於英國時間2013年2月24日首播，播出後得到極大的迴響。此廣告耗費近一年的時間製作，團隊參考了大量的電影內容、珍貴短片以及照片，務求精準地拿揑赫本的輪廓和表情，然後以電腦生成圖像技術製作立體影像。赫本兩個兒子兼她的肖像管理人得到了一筆沒有透露金額的廣告版權費。他們表示，這個廣告成功捕捉到母親的神髓，希望觀眾會喜歡這個廣告。

## 經典傳奇
奥黛丽·赫本和凯瑟琳·赫本（Katharine Hepburn）兩人都是影壇上的經典人物，她們都得過奧斯卡影后，雖然兩人的姓氏相同且當罕見，但她們並沒有任何親戚關係，兩位赫本女士彼此認識且是忘年之交的好友（兩人相差22歲），奥黛丽·赫本剛出道的時候，凯瑟琳·赫本已經是赫赫有名的大明星了。
1953年，尚未成名的奥黛丽·赫本為尋找新戲中的戲服，特去拜訪剛自創品牌的服裝設計師紀梵希（Hubert de Givenchy），紀梵希一聽說赫本小姐要來拜訪他，直覺以為是大明星凯瑟琳·赫本而滿心期待，沒想到打開工作室見到面的卻是剛出道的奥黛丽·赫本，紀梵希心中浮上一絲絲失望。但因為這次的邂逅，奥黛丽·赫本和這位年長她兩歲的紀梵希兩人建立起長達40年深厚的情谊，也成了好萊塢和服装设计界的一段佳話。

## 演艺作品
奥黛丽·赫本出演过大量的电影，电视剧和戏剧。1948年，她在荷蘭皇家航空的宣传电影《荷兰七课》中饰演一位空姐，这也是她的第一部电影。1953年，她参演《羅馬假期》并因此获得奥斯卡最佳女主角奖和金球奖最佳女主角奖。此后又凭借《龍鳳配》、《修女传》、《第凡內早餐》和《盲女惊魂记》获奥斯卡最佳女主角奖提名。1989年，她在斯蒂芬·斯皮尔伯格的电影《直到永远》中客串出演了天使哈普。此后，赫本再未出演过电影。